# Cyclogomphus
Cyclogomphus là một chi chuồn chuồn ngô thuộc họ Gomphidae. Nó gồm các loài:
- Cyclogomphus gynostylus